# Fun Town
"Fun Town" é o terceiro episódio da primeira temporada da série de televisão Sons of Anarchy. Foi escrito por Kurt Sutter, dirigido por Stephen Kay e foi ao ar originalmente em 17 de setembro de 2008 nos Estados Unidos.
Este episódio marca a primeira aparição de Josh Kohn (Jay Karnes), um agente da ATF de Chicago, Illinois. Ele namorou Tara Knowles, mas eles se separaram e ela voltou para sua cidade natal, Charming, Califórnia, para escapar dele.

## Enredo
A SAMCRO visita Fun Town, o carnaval local. Clay e Gemma fazem sexo em uma cabine fotográfica e o resto da equipe agride um palhaço. Mais tarde, eles encontram Elliot Oswald, um empresário local, que conversa brevemente com Clay, Gemma e Jax, que dá a filha de 13 anos de Oswald, Tristen, ingressos para um passeio. À medida que a feira se aproxima do fim, Oswald diz que não consegue encontrar sua filha, e ela é encontrada mais tarde na floresta próxima, estuprada e espancada. Na manhã seguinte, Elliott se aproxima de Clay e pede ajuda para encontrar o autor do crime, oferecendo dinheiro. Clay recusa o dinheiro, mas insiste que, se o estuprador for pego, Oswald deve cumprir a punição sozinho. Os Sons então começam sua própria investigação criminal e Juice apresenta um suspeito; Johnny Yates, um ex-membro de uma gangue Nords com histórico de crimes sexuais. Tara recebe um telefonema ameaçador de Josh Kohn, um agente da ATF de Chicago, dizendo que está procurando por ela. Tig dá a Juice alguns comprimidos para dormir, que eles planejam usar na polícia local que está vigiando seu clube, para esconder. No entanto, Juice confunde essas pílulas com Anfetamina e toma uma. Mais tarde, ele é encontrado inconsciente na sede do clube. Comicamente, Tig e Bobby o colocaram em uma fralda e o deixaram para ser encontrado por David Hale do lado de fora da delegacia. Gemma acaba descobrindo a verdade quando conversa com a mãe de Tristen, Karen, no hospital. Descobriu-se que a menina sabia a identidade de seu agressor o tempo todo, mas manteve-se calada a conselho de sua mãe. Karen confessou tudo e revelou que o estuprador trabalhava em feiras. Gemma conta a Jax sobre a identidade do estuprador e, naquela noite, ele e os Sons invadem o local da feira. Depois de uma briga com os carnies, durante a qual Tig morde a orelha de um homem, eles resgatam o estuprador antes que a polícia o faça. Eles então o levam para um local isolado e o entregam a Oswald. Clay lhe dá uma faca para castrar o estuprador, mas ele descobre que não pode continuar com ela e foge. Implacável, Clay pega a faca e faz isso sozinho (usando luvas). Ele então mantém a faca com as impressões digitais de Elliott e pega os testículos do estuprador como uma lembrança horrível do corpo. Ele é então enterrado na floresta após sangrar até a morte. Jax pergunta "O que diabos estamos fazendo aqui?", Ao que Clay responde "Apenas fazendo um seguro imobiliário". No dia seguinte, Clay usa as evidências para chantagear Oswald para não vender suas terras ao redor de Charming para incorporadores imobiliários, já que o crescimento da cidade desafiaria o reinado de SAMCRO. No entanto, Jax está infeliz que Clay agiu sem consultá-lo, dizendo "Você quer que eu seja o seu número dois e proteja este clube, eu tenho que saber para onde você está nos levando." Naquela noite, Michael McKeavy chega à cidade com o mais recente carregamento de armas do IRA da Irlanda. Clay informa a seu fornecedor de longa data que haverá um atraso no pagamento até que o novo depósito seja construído. McKeavy então diz que agora terá que encontrar um novo fornecedor. Depois disso, McKeavy e Chibs viajam "para o norte" para encontrar novos compradores, provavelmente a máfia russa. No hospital, Wendy recupera a consciência após sua overdose. Tara se aproxima dela e sugere que Gemma forneceu as drogas, mas Wendy se recusa a aceitar a acusação. Em vez disso, ela reflete sobre sua situação em comparação com a da médica. “As duas mulheres que amavam Jackson Teller”, ela ri. "Poderíamos estar em extremos mais opostos do espectro de merda?" Josh Kohn aparece na delegacia, identificando-se como um agente da ATF e perguntando a Hale se ele precisa de ajuda para derrubar os Sons of Anarchy, para a alegria de Hale.

## Recepção

### Crítica
Em uma crítica ao episódio, Film School Rejects disse: "O que realmente estamos vendo com Sons of Anarchy, como expliquei ontem, é a lenta construção para a grande queima."
A cena em que Clay castrou um estuprador foi eleita a 18ª posição nos "20 melhores momentos de 'Sons of Anarchy' da Rolling Stone".

### Audiência
O episódio teve um total de 2,10 milhões de telespectadores em sua exibição original na FX na faixa de 18-49 anos de idade. Apresenta diminuição de 0.10 pontos de audiência em relação ao episódio anterior.